# Dzitnup (Campeche)
Dzitnup es una localidad del estado mexicano de Campeche. Es parte del municipio de Hecelchakán.

## Demografía
| Gráfica de evolución demográfica |
|                                  |

| Censo | Población |
| ----- | --------- |
| 1921  | 177       |
| 1930  | 234       |
| 1940  | 229       |
| 1950  | 260       |
| 1960  | 280       |
| 1970  | 428       |
| 1980  | 413       |
| 1990  | 568       |
| 2000  | 800       |
| 2010  | 891       |
| 2020  | 1 050     |